# On a ona
On a ona je studiové album slovenské art rockové skupiny Collegium Musicum. Album vyšlo v roce 1979 u vydavatelství Opusu. Producentem alba byl Ján Lauko. V roce 1997 vyšla reedice s bonusovou skladbou „Piesočný dom“, která byla nahrána na Bratislavské lyře v roce 1973.

## Seznam skladeb
| Pořadí | Název                               | Hudba         | Text           | Délka |
| ------ | ----------------------------------- | ------------- | -------------- | ----- |
| 1.     | Rozhodnutia I.                      | Varga, Hammel | Filan          | 3:50  |
| 2.     | Nobelova cena za lásku              | Varga, Hammel | Filan          | 3:14  |
| 3.     | Osvetľovač                          | Varga, Hammel | Filan          | 5:37  |
| 4.     | Amata nobis, quantum amabitur nulla | Varga         | instrumentální | 9:52  |
| 5.     | Amori                               | Varga, Hammel | Filan          | 2:55  |
| 6.     | Končeky prstov                      | Varga, Hammel | Filan          | 3:54  |
| 7.     | Smutnomodrá                         | Varga, Hammel | Filan          | 4:27  |
| 8.     | Mášmarád                            | Varga, Hammel | Filan          | 6:18  |
| 9.     | Rozhodnutia II.                     | Varga, Hammel | Filan          | 3:50  |

| Bonus na reedici z roku 1997 | Bonus na reedici z roku 1997 | Bonus na reedici z roku 1997 | Bonus na reedici z roku 1997 | Bonus na reedici z roku 1997 |
| Pořadí                       | Název                        | Hudba                        | Text                         | Délka                        |
| ---------------------------- | ---------------------------- | ---------------------------- | ---------------------------- | ---------------------------- |
| 10.                          | Piesočný dom                 | Varga                        | Peteraj                      | 3:24                         |
| Celková délka:               | Celková délka:               | Celková délka:               | Celková délka:               | 47:30                        |

## Sestava
- Marián Varga – klávesové nástroje
- Peter Peteraj – kytara
- Fedor Frešo – baskytara
- Pavol Kozma – bicí

### Hosté
- Pavol Hammel – kytara, zpěv
- František Griglák – kytara
- Ľudovít Nosko – zpěv
- Marika Gombitová – zpěv
- Marie Rottrová – zpěv
- Dušan Hájek – bicí
- Josef Votruba – dirigent